# Кратки лишњачни мишић
Кратки лишњачни мишић један је од мишића потколенице који лежи испод дугог лишњачиног мишића унутар бочног одељка ноге. Делује тако што нагиње табан од средње линије тела (еверзија) и  испружује стопало пут надоле од тела у скочном зглобу (плантарна флексија).

## Галерија
- Coronal section through right ankle and subtalar joints. (Label for Peroneus brevis is at right, third from the bottom.)
- Bones of the right leg, anterior surface.
- Bones of the right foot, dorsal surface.
- Muscles of the front of the leg.
- Cross-section through middle of leg.
- The popliteal, posterior tibial, and fibular arteries.
- Back of left lower extremity.
- Fibularis brevis muscle
- Muscles of the sole of the foot.
- Dorsum of foot, deep dissection.
- Muscles of leg, lateral view, deep dissection.